# 한태균
한태균(韓太均, 1971년 3월 22일 ~ )는 KBO 리그 전 두산 베어스의 투수이다. 1994년 4월 16일 서울종합운동장 야구장에서 벌어진 한화를 상태로 첫 무대의 경기에서 등판하여 당시 KBS 1TV에서 중계방송(캐스터 정도영,해설 故 하일성)되며, 2003년 현역에서 은퇴하였다.

## 출신학교
- 1987년 ~ 1990년 : 광영고등학교
- 1990년 ~ 1991년 : 연세대학교